# Carta Orgánica Municipal de la ciudad de Córdoba
La Carta Orgánica Municipal de la ciudad de Córdoba (Argentina) es la norma fundamental del municipio, la cual ha sido redactada por una convención reunida a tal fin y se basa en las constituciones provincial y nacional. 
En el caso de la provincia de Córdoba, es necesario que el municipio tenga una cantidad superior a 10000 habitantes y haya sido reconocido como “ciudad” por la legislatura para que pueda redactar su Carta Orgánica. 

## Historia
La reforma de la Constitución Nacional en 1994 aseguró la autonomía de los municipios.
Al año siguiente, desde la municipalidad de Córdoba, encabezada por el intendente Rubén Américo Martí, se impulsó la elección de una Convención Municipal Constituyente que tuvo como finalidad la redacción de la Carta Orgánica de Córdoba, la cual fue sancionada el 6 de noviembre de 1995 y publicada en el boletín municipal dos días después.
Establece que el Concejo Deliberante tiene la potestad legislativa, siendo el departamento ejecutivo encabezado por el intendente municipal. Incorporó la figura del viceintendente, quien ejerce la presidencia del Concejo.

### Integrantes de la Convención Municipal Constituyente
Esta es la nómina de quienes integraron la convención. En negrita, quienes fueron sus autoridades.
| - Susana Marta Agostinetti - Oscar Raúl Aguad - Graciela Álvarez - Luis Alberto Ávalos - Jorge Berardo - Isabel Bianciotti - Ricardo Bordenave - Enrique Carlos Borrini - Alberto Arón Braver - Julio Alberto Cabral - Marta Elena Caminos - Luis Cordeiro Pinto - Alberto Colaski - Ramón Darwich - Jorge Enrique de la Rúa (vicepresidente) - Evarista Domínguez - Juan Manuel Espinosa - Marta Ruth Faur - Susana Luisa Fava de Fracchia - Carlos Alberto Feretti - José María Fernández - Leandro Fernando Fernández | - María Inés Ferreyra - Carlos Osvaldo Funes - Jorge Horacio Gentile - Antonio Giménez - José Emilio Graglia - Wilma Andrea Heredia (vicepresidente 2°) - Antonio María Hernández (presidente) - Jorge Jofré - Guillermo Kraisman - Hugo Lafranconi - Héctor José Linares - Beatriz Emilia López Duarte - Guillermo Lucero - Daniel Luna Maldonado - Juan Carlos Maqueda - Luis Marcó del Pont - Luis Miguel Marrama - Ernesto Martínez - Nilda Rosa Oliva - Renée Graciela Olmos - José Luis Palazzo | - Rubén Tirso Pereyra - Luis Pesce - Domingo Pilot - Mabel Pozzi de Rubio - Otilia Rivera de Coccalotto - Alejandro Rodríguez de la Puente - Miguel Julio Rodríguez Villafañe - Pedro Héctor Salazar - José Gustavo Santos - María Cristina Scagni de Giacomelli - Walter Schiavi (vicepresidente 1°) - Laura Judith Sesma (vicepresidente 3°) - Alejandro Daniel Sivilotti - Lucía Mabel Soria - Marcelo Luis Todeschini - Sergio Torres - Ignacio Vélez Funes - Gustavo Vera - Alberto Marcos Zapiola - Luis Maximiliano Zarazaga |

## Estructura de la Carta Orgánica Municipal
- Preámbulo
- Primera parte: declaraciones, derechos, deberes, principios de gobierno y políticas especiales

Sección única
Título primero: declaraciones, derechos y deberes
Capítulo I: declaraciones
Capítulo II: derechos y deberes de los vecinos
Título segundo: principios de gobierno y políticas especiales
Capítulo I: principios de gobierno
Capítulo II: políticas especiales y sociales
Capítulo III: régimen económico financiero
- Segunda parte: autoridades del municipio

Sección primera: gobierno municipal
Título primero: concejo deliberante
Capítulo I: organización y atribuciones
Capítulo II: formación y sanción de las ordenanzas
Título segundo: departamento ejecutivo
Capítulo I: organización
Capítulo II: asesor letrado
Sección segunda: organismos de control
Título primero: tribunal de cuentas
Capítulo único
Título segundo: otros organismos
Capítulo I: tribunales administrativos municipales de faltas
Capítulo II: tribunal administrativo municipal fiscal
Capítulo III: entes de control de los servicios públicos
Sección tercera: responsabilidad de las autoridades municipales y acefalia
Título primero: responsabilidad de las autoridades municipales
Capítulo I: responsabilidad política
Capítulo II: suspensión y destitución
Título segundo: acefalia
Capítulo único
- Tercera parte: formas de participación y descentralización

Sección primera: participación política
Título primero: régimen electoral
Capítulo I: electorado y padrón cívico municipal
Capítulo II: justicia electoral municipal
Capítulo III: listas de candidatos
Capítulo IV: distribución de las representaciones
Capítulo V: elecciones
Título segundo: partidos políticos
Capítulo único
Título tercero: institutos de democracia semidirecta
Capítulo I: consulta popular
Capítulo II: iniciativa popular
Capítulo III: referéndum popular
Capítulo IV: revocatoria
Sección segunda: participación vecinal
Título único
Sección tercera: participación sectorial
Título único
Capítulo único
Sección cuarta: otras formas de participación ciudadana
Título único
Capítulo I: audiencia pública
Capítulo II: acciones voluntarias
Sección quinta: descentralización
Título único
Capítulo único
- Cuarta parte: reforma y enmienda

Sección única
Título primero: reforma por convención
Capítulo único
Título segundo: enmienda
Capítulo único
- Disposiciones transitorias[2]

## Preámbulo
Nosotros, representantes de los vecinos de la ciudad de Córdoba, en ejercicio de la autonomía reconocida y asegurada constitucionalmente, reunidos en Convención Municipal Constituyente, con el objeto de organizar el municipio como garante de la libertad, la justicia social y el sistema representativo, republicano, democrático y participativo; exaltar los valores de la persona humana; fomentar el arraigo y la solidaridad; enaltecer la fuerza dignificante del trabajo; promover una mejor calidad de vida y preservar el ambiente; reafirmar la defensa de los derechos humanos; afianzar la convivencia sin discriminaciones, el pluralismo y la participación social; resguardar y enriquecer el patrimonio histórico y cultural; invocando la protección de Dios, fuente de toda razón y justicia, sancionamos esta Carta Orgánica para la ciudad de Córdoba.